# Ligne M3 du métro de Lausanne
Pour les articles homonymes, voir M3.
La ligne M3 du métro de Lausanne est une ligne du métro de Lausanne en projet. Le projet vise à créer une ligne reliant la gare CFF et la gare de Lausanne-Flon au quartier Bossons/Blécherette à l'horizon 2031.

## Histoire
Les premières traces de la création d'un métro entre le centre et la Blécherette remontent aux premières études ayant conduit à la réalisation de la ligne M2. En 1973, à l'époque où la création du quartier de Blécherette est planifiée, le plan directeur régional de la Communauté intercommunale d'urbanisme de la région lausannoise (CIURL) prévoit la jonction des voies du Lausanne-Ouchy, remplacé par le M2 en 2008, avec celles du LEB par une ligne entre le Flon, Blécherette et Romanel.
En 1987, des études sont menées en vue de prolonger le Lausanne-Ouchy au nord, et conduisent l'année suivante à retenir un tracé en Y se prolongeant d'un côté vers Sallaz, Chailly, Vennes et Épalinges et de l'autre vers Riponne et Blécherette. L'élaboration du plan directeur communal et la préparation du plan des mesures d’assainissement de l'air de la région lausannoise interrompt ces études, mais elles conduisent au choix de l'axe vers Épalinges, celui de la ligne M2 telle qu'elle sera réalisée, notamment en raison de la desserte du CHUV, remettant la réalisation de la branche Blécherette à plus tard.

### Un tramway ou un funiculaire?
En 2006, Olivier Français, du Parti libéral-radical, propose de créer un funiculaire entre la place de la Riponne et la Blécherette, reprenant pour la première fois depuis les années 1980 l'idée d'un axe lourd pour desservir le quartier,. Quelques mois plus tard, des élus socialistes proposent une ligne de tramway de 3,2 km entre la gare de Lausanne-Flon et la Blécherette, par la rue Centrale, puis les rues Saint-Martin et de la Borde et deux sections en tunnel en raison de nombreuses déclivités. Les élus estiment leur projet à entre 100 et 150 millions de francs. De son côté, Olivier Français propose aussi une ligne de tramway mais avec un tracé différent par Beaulieu et Saint-Roch et en tunnel du Flon jusqu'à la Pontaise, pour un coût similaire.

### Premières études

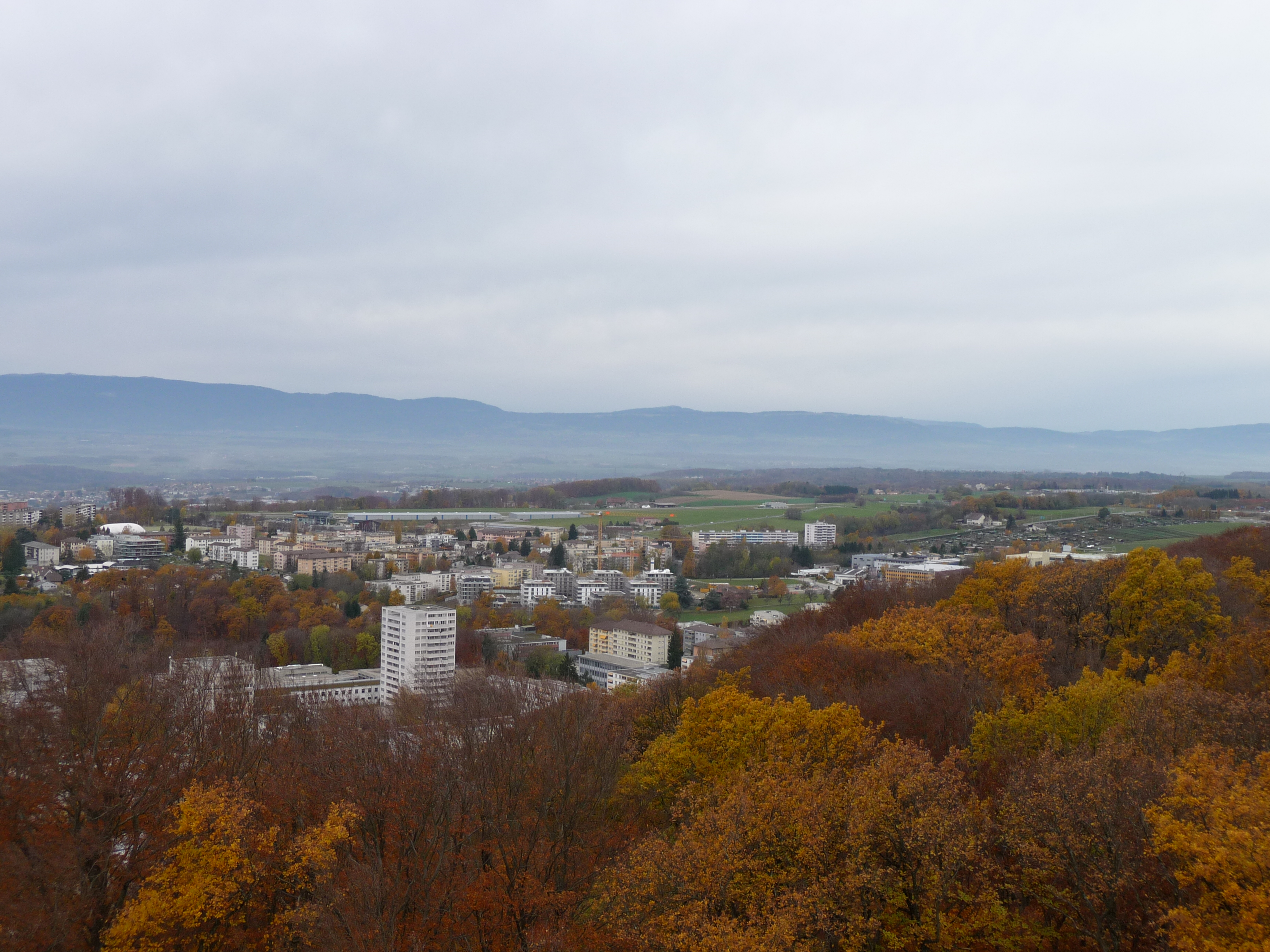
Vue de la Blécherette depuis la tour de Sauvabelin.

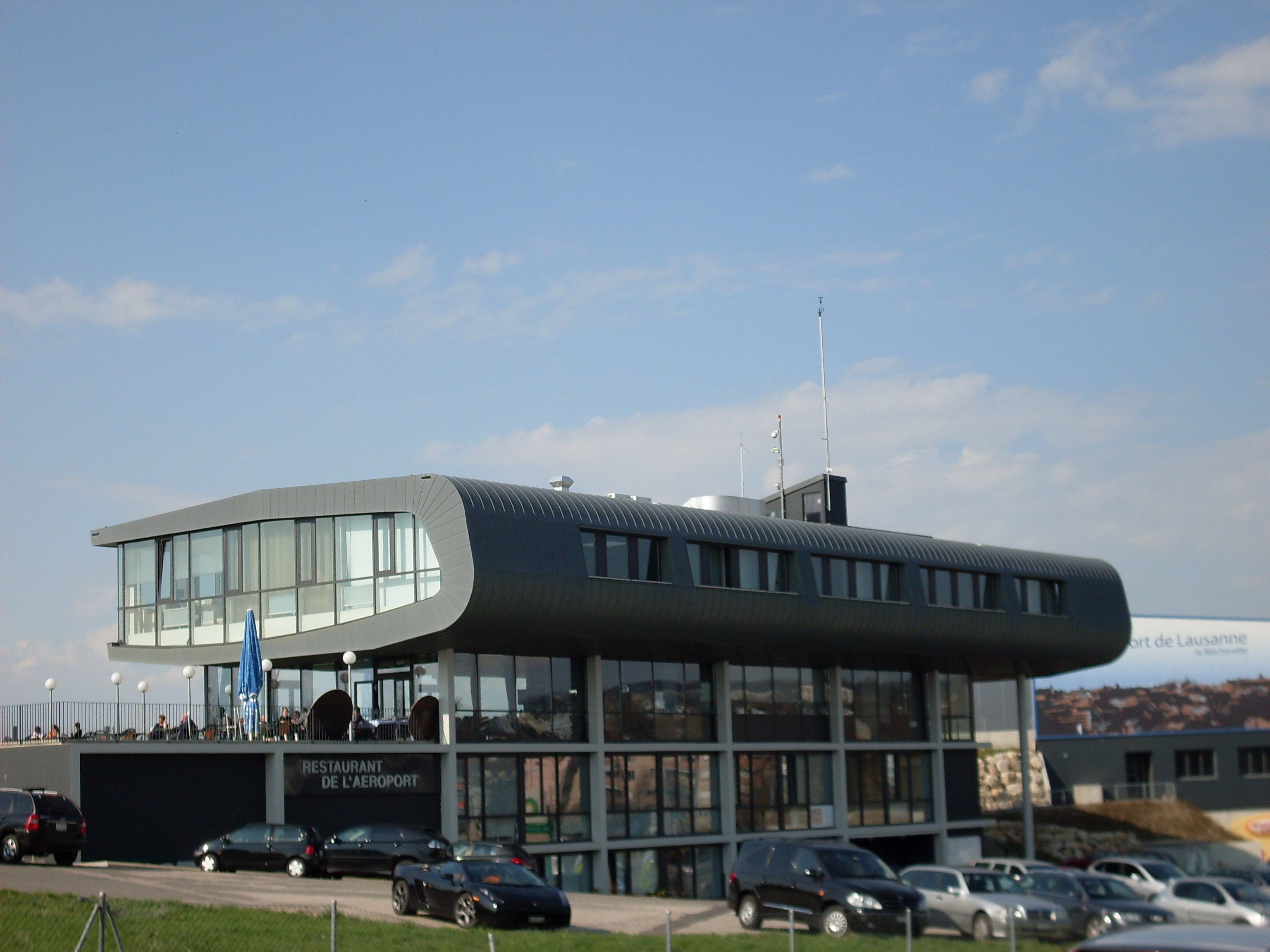
L'aéroport de Lausanne-Blécherette sera desservi par la ligne.

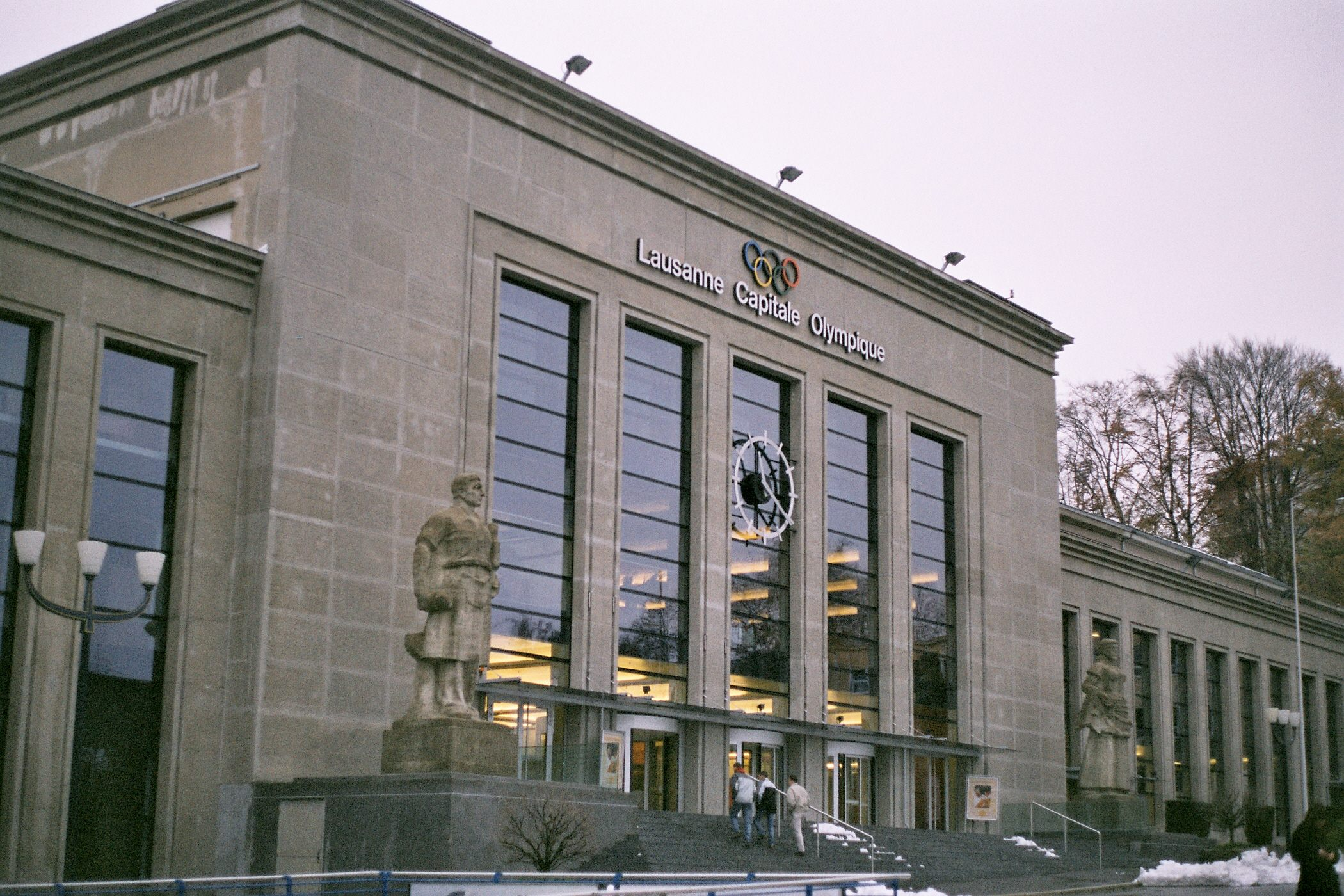
La ligne passera devant le palais de Beaulieu.

Mis de côté durant plus de vingt ans, outre les projets évoqués précédemment qui n'ont jamais dépassés le stade des propositions, le projet de métro refait surface dès 2009, moins d'une année après l'inauguration de la ligne M2, puis en 2010 quand une commission de l'agglomération Lausanne-Morges privilégie le métro sur cet axe, au détriment du tramway porté par la majorité municipale de gauche, au motif principal que le tram ne permettrait pas de désengorger le M2 entre Lausanne-Gare et Lausanne-Flon. En 2011, une nouvelle étude pour la construction de ce métro M3 prévoit de raccourcir le trajet du M2 au trajet entre les stations Lausanne-Gare et Croisettes et de réattribuer le tronçon restant vers Ouchy à une nouvelle ligne qui bifurquerait à la gare en direction du quartier de Bossons/Blécherette en réutilisant le tunnel construit en 2001 pour le LEB entre les gares de Chauderon et du Flon. Cela aurait donc pour conséquence de reculer le terminus du LEB à la gare de Lausanne-Chauderon. Un nouveau terminus sud serait aussi construit à Lausanne-Gare pour le métro M2. Cela permettrait d'éliminer le goulet d'étranglement de la ligne M2 entre les stations Lausanne-Gare et Grancy, en raison du tunnel en voie unique sous la gare CFF. Cette particularité de la ligne M2, seule ligne de métro automatique au monde à posséder une telle section, est due au maintien en l'état du tunnel de l'ancienne ligne Lausanne-Ouchy pour des raisons financières, le surcoût engendré était estimé à 20 millions de francs par le canton de Vaud et la ville de Lausanne s'était à l'époque abstenue de demander cet élargissement, de peur de voir la réalisation du M2 capoter.
En juin 2012 le Conseil communal vote le soutien au projet de ligne M3, aux dépens du tramway soutenu par la majorité municipale et d'une alternative par autobus jugée irréaliste. Quelques jours plus tard, le Conseil d'État soutient officiellement le projet de ligne M3. Le projet, détaillé en août 2012, un nouveau trajet est annoncé et présenté comme proche de sa forme définitive. À la différence de la précédente étude, la ligne n'utiliserait, entre les gares du Flon et de Chauderon, non plus le tunnel existant du LEB, hypothèse qui avait pour défaut majeur de réduire la ligne et de supprimer la desserte du Flon, mais un second tunnel dédié et parallèle au premier, tout en gardant des gares conjointes. La cadence devrait être de cinq minutes. Un autre changement majeur est que la ligne M2 continuera de descendre jusqu'à Ouchy, mais en alternance avec la ligne M3, les deux lignes desserviraient alors quatre stations (Grancy, Délices, Jordils et Ouchy) en tronc commun. Le projet passe aux mains de la Confédération et les travaux sont annoncés pour 2018 au plus tard.
Entre la station de la gare CFF et celle de Chauderon, quatre forages, dits de reconnaissance, seront opérés afin de vérifier la géologie du terrain. Sur l'ancien trajet de la Ficelle, entre la gare CFF et la gare du Flon, le parcours en parallèle avec l'actuelle ligne du M2 permettra de soulager cette dernière, dont c'est actuellement le tronçon le plus chargé. Cette ligne permettra donc d'absorber les pics d'usage aux heures de pointe. Il est en effet estimé un doublement des voyageurs empruntant les trains des CFF dans les 20 années à venir, soit un passage d'actuellement 80 000 voyageurs par jour à 160 000.

#### Projet de 2015
Le projet présenté le 12 février 2015 par la Conseillère d'État Nuria Gorrite, se différencie des études par le phasage de la réalisation de la ligne et l'abandon de la desserte en tronc commun des lignes M2 et M3 jusqu'à Ouchy. La première étape irait de l'actuelle station Lausanne-Gare du M2, à une nouvelle station qui serait construite à côté de la station Lausanne-Flon existante, fin 2025, date qui correspondrait à la fin de la rénovation de la gare de Lausanne prévue dans le projet Léman 2030. Le tracé du M3 reprendrait celui utilisé actuellement par le M2, qui lui passerait par un nouveau tunnel situé une quarantaine de mètres plus à l’ouest de l’actuel, en double voie, entre Lausanne-Flon et Grancy. La station existante sous la gare sera réutilisée par le M3, nécessitant d'en construire une nouvelle pour le M2, plus proche des quais de la gare et intégrée aux futurs souterrains de la gare qui seront réalisés dans le cadre de sa rénovation à l'horizon 2030.
À l'issue de cette première phase, le M3 ferait donc office de navette entre la gare de Lausanne et la gare de Lausanne-Flon pour décharger la ligne M2 qui arrive à saturation sur son tronçon entre les stations Lausanne-Gare et Sallaz, la ligne, qui a transporté 28 millions de voyageurs en 2014 avait été conçue pour seulement 25 millions. Dans un second temps, il est toujours prévu que le M3 aille jusqu'à la Blécherette en passant par Chauderon et Beaulieu, mais cela reste en 2015, un embryon de projet qui doit trouver son financement,.
Un crédit de 2,9 millions de francs est demandé en 2015 au Grand Conseil pour les études de cette première étape de la ligne, qui devrait permettre de doubler la capacité horaire, de 5600 à 11 700 voyageurs par heure, voire de la tripler avec une ligne M2 débarrassée de sa voie unique. Un autre crédit, de 3,5 millions de francs, a été débloqué pour les études d'avant-projet de la seconde phase vers la Blécherette. Le projet de ligne M3 est intégré au projet plus global Axes forts puis un financement de 97,3 millions est accordé en 2018 par le Conseil fédéral. Sa construction devrait débuter en 2028 pour le tronçon Gare-Flon.

## Caractéristiques

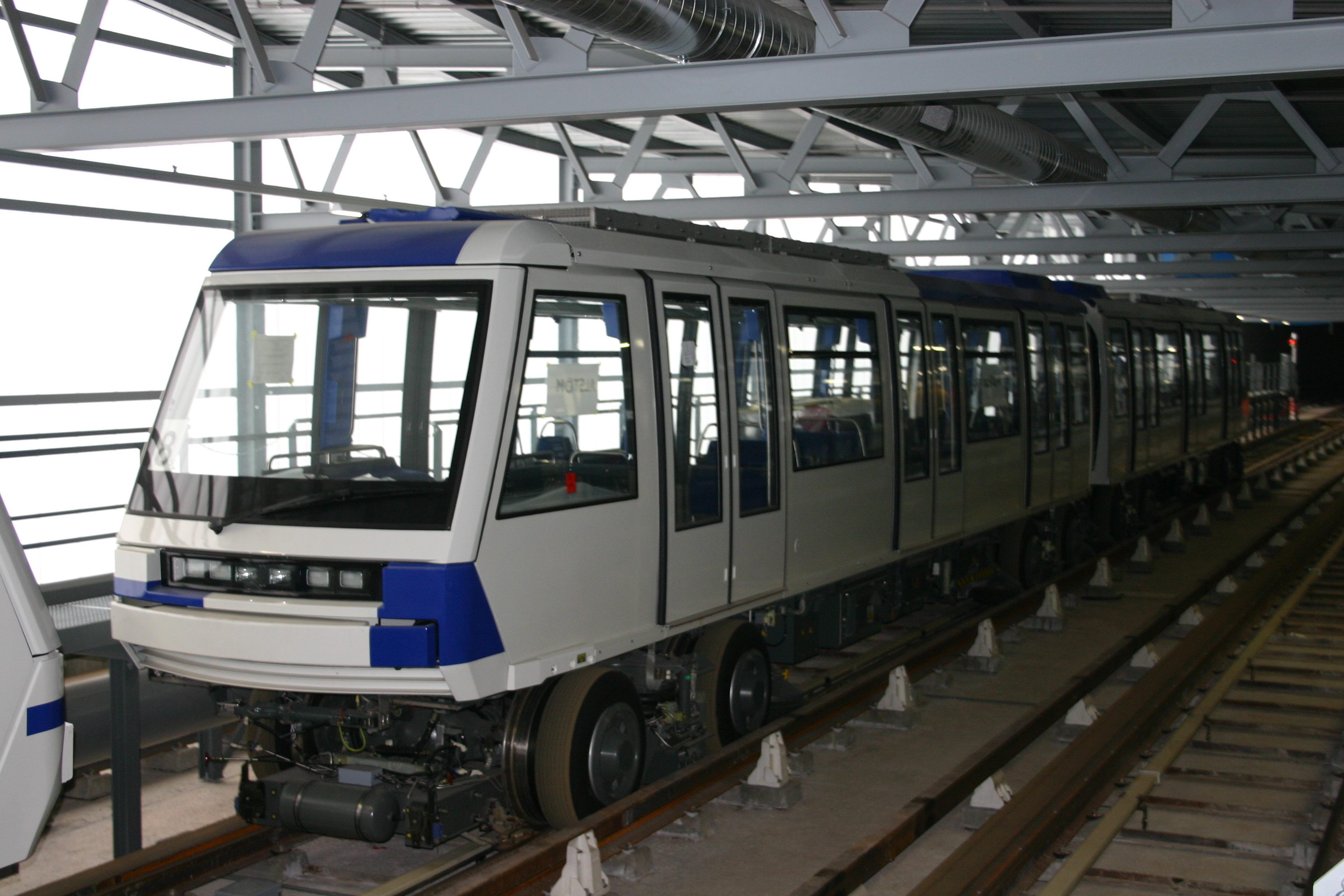
Une Be 8/8 TL de la ligne M2. La ligne M3 utilisera une technologie similaire à celle de cette ligne.

Selon l'étude de 2012, qui prévoyait un tronc commun avec le M2 entre la gare et Ouchy, la ligne aurait un dénivelé de 155 m avec des rampes maximales de 120 ‰ pour un tracé long de 3 600 m desservant 11 stations espacées en moyenne de 560 m. La vitesse commerciale sera de 21 km/h. La ligne bénéficiera du même système de pilotage automatique que pour la ligne M2, qui aura été renouvelé dès 2025, afin d'avoir un parc interopérable entre les deux lignes. Le nombre de voyageurs transportés par année est estimé à 13,2 millions avec une couverture territoriale de 33 800 habitants par emplois[Quoi ?].
La durée du trajet entre Lausanne-Gare et Blécherette est estimé à 14,5 minutes.
Le projet est chiffré dans un premier temps à 463 millions de francs suisses avant d'être revu à hauteur de 425 millions. Le tronçon entre le Flon et la Blécherette est estimé à 278 millions de francs, dont 97,8 millions financés par la Confédération.

## Tracé et stations

### Tracé
Le tableau présente ci-dessous le tracé de la ligne à l'issue de la seconde phase telle que prévue dans la dernière version du projet présentée en mai 2024.
|  |   |  | Stations        | Coordonnées                 | Communes (quartiers)           | Correspondances                                 |
|  | - |  | --------------- | --------------------------- | ------------------------------ | ----------------------------------------------- |
|  | ■ |  | Ouchy-Olympique | 46° 30′ 25″ N, 6° 37′ 27″ E | Lausanne (Sous-Gare/Ouchy)     | CGN                                             |
|  | • |  | Jordils         | 46° 30′ 36″ N, 6° 37′ 31″ E | Lausanne (Sous-Gare/Ouchy)     | (M) · (M2)                                      |
|  | • |  | Grancy          | 46° 30′ 54″ N, 6° 37′ 36″ E | Lausanne (Sous-Gare/Ouchy)     | (M) · (M2)                                      |
|  | ■ |  | Lausanne-Gare   | 46° 31′ 02″ N, 6° 37′ 49″ E | Lausanne (Centre)              | RER Vaud Liaisons nationales et internationales |
|  | • |  | Chauderon       |                             | Lausanne (Centre)              | (Gare de Lausanne-Chauderon)                    |
|  | • |  | Beaulieu        |                             | Lausanne (Beaulieu/Grey/Boisy) |                                                 |
|  | • |  | Casernes        |                             | Lausanne (Beaulieu/Grey/Boisy) |                                                 |
|  | • |  | Plaines-du-Loup |                             | Lausanne (Beaulieu/Grey/Boisy) | Parc relais                                     |
|  | ■ |  | Blécherette     |                             | Lausanne (Bossons/Blécherette) | Aéroport de Lausanne-Blécherette                |

(Les stations en gras serviront de départ ou de terminus à certaines missions)

### Stations
Concernant les stations, il est prévu qu'elles soient construites en faible profondeur. La station Lausanne-Gare aura ses quais à une profondeur de 5,5 m et se situera 55 m à l'est de la station du M2. La station de la gare de Chauderon sera construite sur le même principe que celle de Riponne-Maurice Béjart sur la ligne M2. Elle aura ses quais parallèle à ceux du LEB et à une profondeur de 8 m et sera en correspondance avec la ligne de bus à haut niveau de service. La station de Beaulieu, tout comme celle des Casernes sera, elle, bâtie sur le même principe que celle de Sallaz sur la ligne M2 avec ses quais à une profondeur de 11 m. Il s'agira de la station la plus profonde de la ligne. Quant à celle des Casernes, elle aura ses quais à une profondeur de 6,5 m et sera en correspondance avec la ligne 1 du trolleybus de Lausanne ainsi que la ligne de bus à haut niveau de service Borde. Les deux dernières stations de la ligne : Plaines-du-Loup (ou Marronniers selon les projets) et Blécherette seront équivalentes aux stations dites Coulée verte du M2. Les quais seront à une profondeur de 5 m. Il s'agira des stations les moins profondes de la ligne.